# Hispaniola precolombiana
L'Hispaniola precolombiana era costituita da cacicati (cacicazgo in spagnolo) ovvero le principali unità politiche con cui era suddivisa l'isola. Al momento del contatto europeo nel 1492, l'isola era divisa in cinque cacicati o cacicazgos (Marién, Maguá, Maguana, Jaragua e Higüey), ognuno guidato da un cacique o capo supremo. Sotto di lui vi erano caciques minori che presiedevano villaggi o distretti e nitaínos, una classe elitaria nella società Taíno.

Distribuzione del popolo Taino prima del contatto con gli europei. Al centro l'isola di Hispaniola.

I Taíno di Hispaniola erano un popolo Arawak imparentato con gli abitanti delle altre isole delle Grandi Antille. Al momento del contatto europeo, erano in guerra con un gruppo indigeno rivale, i caribi, descritti da Colombo del suo diario. Nel 1508, c'erano circa 60 000 Taínos nell'isola di Hispaniola; entro il 1531, le epidemie di malattie infettive e lo sfruttamento avevano provocato una drastica diminuzione della popolazione.
I confini di ciascun cacicazgo erano precisi. I primi abitanti dell'isola utilizzavano elementi geografici come riferimento, come i fiumi, le montagne, le valli e le pianure. Ciò permetteva loro di definire precisamente ogni territorio. Ciascuno era diviso in cacique nitaínos, suddivisioni comandate dagli assistenti del cacique.